# Svět tajemných sil Arthura C. Clarka
Svět tajemných sil Arthura C. Clarka (v anglickém originále Arthur C. Clarke's World of Strange Powers) je britský třináctidílný televizní seriál zabývající se nevysvětlenými jevy z celého světa. Byl vyroben společností Yorkshire Network pro britskou televizi ITV. Premiéru měl v roce 1985. Jedná se o pokračování předchozího seriálu Záhady světa Arthura C. Clarka z roku 1980. Vyšel i v knižní podobě od autorů Johna Fairleyho a Simona Welfareho, česky pod názvem Svět tajemných sil Arthura C. Clarka II. díl.
Autorem námětu byl spisovatel vědeckofantastické literatury Arthur C. Clarke, jehož celoživotním koníčkem bylo shromažďování informací o nejrůznějších záhadách. A. C. Clarke také uvozuje a ukončuje každou epizodu krátkou sekvencí ze Srí Lanky, kde v té době žil. Hlavní částí pořadu v původním znění svým hlasem doprovází Anna Ford.
Na tento seriál navazovaly Další záhady světa Arthura C. Clarka (Arthur C. Clarke's Mysterious Universe, 1994). 

## Seznam dílů
| Díl | Český název                                | Původní název                               | Britská premiéra  |
| --- | ------------------------------------------ | ------------------------------------------- | ----------------- |
| 1.  | Předvídání budoucnosti                     | Warnings from the Future                    | 3. dubna 1985     |
| 2.  | Rámusící duchové                           | Things That Go Bump in the Night            | 10. dubna 1985    |
| 3.  | Mimosmyslové vnímání                       | From Mind to Mind                           | 17. dubna 1985    |
| 4.  | Stigmata: Kristovy rány                    | Stigmata: The Wounds of Christ              | 24. dubna 1985    |
| 5.  | Duchové, zjevení a domy, ve kterých straší | Ghosts, Apparitions and Haunted Houses      | 1. května 1985    |
| 6.  | Byli jsme už kdysi?                        | Have We Lived Before?                       | 15. května 1985   |
| 7.  | Víly, přízraky a fotografie myšlenek       | Fairies, Phantoms and Fantastic Photographs | 22. května 1985   |
| 8.  | Proutkaření - dar od Boha?                 | An Element of the Divine                    | 5. června 1985    |
| 9.  | Chůze po žhavém uhlí                       | Walking on Fire                             | 12. června 1985   |
| 10. | Vzkazy ze záhrobí?                         | Message from the Dead                       | 19. června 1985   |
| 11. | Smrtící kletby                             | The Roots of Evil                           | 26. června 1985   |
| 12. | Ovládání hmoty silou myšlenky              | Metal Bending, Magic and Mind Over Matter   | 3. července 1985  |
| 13. | Tajemné síly - verdikt                     | Strange Powers: The Verdict                 | 10. července 1985 |